# 강기웅
강기웅(姜起雄, 1964년 2월 25일 ~ )은 전 KBO 리그 삼성 라이온즈의 내야수이다.

## 선수 시절

### 한국화장품시절
1988년 10월 25일에 상업은행과의 경기에서 세계 최초 5연타석 홈런을 기록했다.

### 삼성 라이온즈시절
1989년에 입단하였다.
2루수 부문 골든 글러브를 세 번 차지했다. 당시 유격수였던 류중일과 2루수였던 그의 키스톤 콤비는 KBO 리그 역사상 가장 좋은 콤비 중 하나였다. 거꾸로 쳐도 3할이라는 천재적 타격을 자랑했으나, 약한 체력이 단점이었다. 1995년 5월 13일 한화 이글스와의 경기에서 1루수 이승엽과 충돌해 입은 발목 부상이 악화돼 내리막길을 걸었고, 부상 등의 이유로 당시 감독이었던 백인천과 불화를 일으켜 1996년 시즌 후 외야수 이희성, 투수 최광훈을 상대로 현대 유니콘스에 트레이드됐으나, 그는 다른 팀에서는 뛸 이유가 없다고 의사를 밝혀 트레이드를 전격 거부하고 1997년 2월에 현역에서 물러났다. 통산 2할대 타율을 기록하며 선수 생활을 마감했다. 

## 야구선수 은퇴 후
은퇴 후 유통업에 종사했다. 은퇴 때 그는 “심장에 푸른 피가 도는데 어떻게 유니콘스 옷을 입을 수 있었겠느냐”라는 말을 남겼다.
2011년 8월 10일에 타격코치로 선임돼 친정 팀에 돌아왔다.

## 출신 학교
- 대구수창초등학교
- 경상중학교
- 대구고등학교
- 영남대학교

## 통산 기록
| 연도 | 팀명  | 타율  | 경기 | 타수 | 득점 | 안타 | 2루타 | 3루타 | 홈런 | 루타 | 타점 | 도루 | 도실 | 볼넷 | 사구 | 삼진 | 병살 | 실책 | 비고             |
| ---- | ----- | ----- | ---- | ---- | ---- | ---- | ----- | ----- | ---- | ---- | ---- | ---- | ---- | ---- | ---- | ---- | ---- | ---- | ---------------- |
| 1989 | 삼성  | 0.322 | 95   | 351  | 48   | 113  | 12    | 4     | 1    | 136  | 33   | 26   | 6    | 17   | 3    | 34   | 2    | 6    | 2루수 골든글러브 |
| 1990 | 삼성  | 0.271 | 108  | 391  | 59   | 106  | 16    | 3     | 15   | 173  | 58   | 24   | 8    | 33   | 3    | 34   | 12   | 5    | 2루수 골든글러브 |
| 1991 | 삼성  | 0.303 | 68   | 228  | 30   | 69   | 14    | 3     | 6    | 107  | 26   | 10   | 4    | 19   | 4    | 20   | 6    | 4    |                  |
| 1992 | 삼성  | 0.304 | 126  | 405  | 68   | 123  | 19    | 3     | 16   | 196  | 56   | 13   | 4    | 29   | 7    | 35   | 8    | 12   |                  |
| 1993 | 삼성  | 0.325 | 102  | 379  | 60   | 123  | 15    | 2     | 16   | 190  | 75   | 20   | 9    | 26   | 2    | 24   | 8    | 6    | 2루수 골든글러브 |
| 1994 | 삼성  | 0.244 | 107  | 332  | 35   | 81   | 12    | 3     | 4    | 111  | 36   | 12   | 7    | 35   | 6    | 37   | 9    | 13   |                  |
| 1995 | 삼성  | 0.271 | 55   | 177  | 25   | 48   | 4     | 0     | 3    | 61   | 19   | 6    | 4    | 16   | 0    | 20   | 8    | 3    |                  |
| 1996 | 삼성  | 0.167 | 11   | 24   | 3    | 4    | 3     | 0     | 0    | 7    | 1    | 0    | 0    | 0    | 0    | 5    | 1    | 0    |                  |
| 통산 | 8시즌 | 0.292 | 672  | 2287 | 328  | 667  | 95    | 18    | 61   | 981  | 304  | 111  | 42   | 175  | 25   | 209  | 54   | 49   |                  |

## 등번호
- 6 (1989년 ~ 1996년)